# John Blair, Jr.
John Blair, Jr. (n. octombrie 1731 – d. 31 august 1800) a fost un politician, unul din fondatorii republicii americane, semnatar al Constituției Statelor Unite ale Americii și patriot american.
John Blair era unul dintre cei mai buni cunoscători ai sistemelor juridice ale zilelelor sale. Cunoscut pentru poziția sa discretă, de a lucra la realizarea sistemului juridic american din culise, Blair a evitat sistematic tumultul și nestatornicia scenei politice. Devotat ideii de realizare a unei permanente uniuni a noilor state independente, a fost un loial susținător al colegilor din statul Virginia, James Madison și George Washington în cadrul Convenţiei Constituţionale, care a avut loc în orașul Philadelphia.
Dar cele mai mari contribuții ca unul din Părinții fondatori ai Statelor Unite au venit mai târziu, când Blair a slujit ca judecător în curtea de apel a statului Virginia și respectiv în cadrul Curții Supreme de Justiție a Statelor Unite ale Americii, prin interpetările date Constituției Statelor Unite ale Americii, care au constituit modele de urmat în practica judiciară.
Contemporanii lui Blair l-au apreciat și stimat pentru atributele sale personale, precum bunăvoința și gentilețea, respectiv pentru abilitatea sa deosebită de a înțelege profund o problemă legală și manieră sa directă de a ajunge imediat la esența acesteia.

## Carieră înainte de Convenția Constituțională
Membru al unei familii de vază din Colonia Virginia, John Blair a slujit ca primar al orașului Williamsburg înaintea carierei sale legislative și judiciare la nivele statale și federale.